# Javier Eduardo López
Javier Eduardo López (Torreón, Coahuila, México; 13 de marzo de 1994) es un futbolista mexicano, se desempeña como mediocampista ofensivo o extremo y actualmente juega para el C. F. Pachuca de la Primera División de México. 

## Trayectoria

### Inicios y Club Santos Laguna
Inició su carrera en el Centro de Sinergia Futbolística (CESIFUT) ubicado en Lerdo, Durango. Tras destacar en el CESIFUT pasó al Club Santos Laguna, a préstamo donde estuvo en las fuerzas inferiores sub-17 y sub-20, y tuvo destacadas actuaciones.

### Club Deportivo Guadalajara
Gracias a la relación Chivas-CESIFUT, fue visoreado por José Luis Real, quien era el encargado de las fuerzas básicas de Chivas. De CESIFUT pasó a las fuerzas básicas de Chivas Sub-15, con Santos en la sub-17 y sub-20, para finalmente llamar la atención del técnico Benjamín Galindo llevándolo al primer equipo de Chivas.
Debuta en Primera División el 24 de febrero de 2013 después de entrar de cambio al minuto 84 ante el León en el Estadio Omnilife, partido de la jornada 8 del Clausura 2013 que terminó 2-1 a favor de las Chivas.
El 19 de marzo de 2016 convierte sus primeros dos goles en la Liga Bancomer MX en un partido de la jornada 11 del Clausura 2016 contra el Monterrey en el Estadio BBVA Bancomer. "La Chofis" entró de cambio al minuto 53 cuando el marcador estaba empatado 1-1 y dos minutos más tarde marcó su primer tanto. Después al minuto 60 marcó su segundo tanto por lo que en tan solo 7 minutos ya llevaba dos goles. El partido terminó con un marcador de 3-1 a favor de las Chivas, acabando con el invicto de Rayados en su nuevo estadio en la Liga.
En la jornada siguiente, el 3 de abril de 2016 vuelve a anotar ahora en el Estadio Chivas en la goleada de las Chivas contra los Pumas. "La Chofis" entró de cambio al minuto 68 cuando el marcador estaba 3-0 a favor del Guadalajara. Después, al minuto 74 en una jugada individual a lo Lionel Messi, marca el cuarto tanto del partido para terminar 4-0 a favor de las Chivas.
Aunque su paso fue un tanto inestable, en el Clausura 2017 vuelve a destacar en Copa MX, después de una actuación mediana del Guadalajara en el torneo, el convertiría 2 goles decisivos para que el equipo avanzara. El primero contra Correcaminos (juego que se decidiría en penales), y el segundo contra FC Juárez en un gol de último minuto que llevaría al equipo a la semifinal contra Monterrey. Además anotó gol en la Jornada 1 de la Liga MX contra los Pumas de la UNAM. Formó parte del doblete (la Copa MX y la duodécima Liga Mexicana en el palmarés de las Chivas), pero el ya no fue titular durante la liguilla. A partir de ese semestre exitoso su rendimiento decayó.
En noviembre de 2020, López fue suspendido y puesto como jugador transferible, luego de que el club determinara que había incurrido en actos de indisciplina, junto con otros jugadores del equipo.
El jugador fue ofrecido al Club de Fútbol Pachuca, sin embargo fue rechazado por dicho club. Más adelante el Guadalajara ofreció a López al Club Necaxa; nunca se llegó a ningún acuerdo. Finalmente emigró a la Major League Soccer de los Estados Unidos para jugar con el San José Earthquakes.
A mediados del año 2022 reportó con el aún dueño de su carta Club Deportivo Guadalajara, dado que el equipo norteamericano no lo tomaría en cuenta para el segundo semestre del año mundialista.

### Club de Fútbol Pachuca
El 18 de julio del 2022, el Pachuca hace oficial el fichaje de Chofis en compra definitiva, convirtiéndose en el segundo refuerzo de Pachuca de cara al Apertura 2022. Chofis debuta con los Tuzos el 21 de agosto de 2022 ante el Club León, al entrar de cambio chofis da una asistencia de gol, donde Pachuca se llevó la victoria 1-0.
Fue campeón de liga con los hidalguenses en ése mismo torneo Apertura 2022. Sin ser titular pero dando buen desempeño como suplente.

## Selección nacional

### Selección absoluta
El 7 de junio de 2017, tras ser campeón con Chivas, fue convocado en la lista preliminar de 40 jugadores de la selección mexicana de cara a la Copa Oro 2017. El 28 de junio de 2017 no quedó en la lista final de 23 jugadores.

## Estadísticas
| Club | Div           | Temporada     | Liga  | Liga  | Liga   | Copas nacionales(1) | Copas nacionales(1) | Copas nacionales(1) | Torneos internacionales(2) | Torneos internacionales(2) | Torneos internacionales(2) | Total | Total | Total  |
| Club | Div           | Temporada     | Part. | Goles | Asist. | Part.               | Goles               | Asist.              | Part.                      | Goles                      | Asist.                     | Part. | Goles | Asist. |
| --- | ------------- | ------------- | ----- | ----- | ------ | ------------------- | ------------------- | ------------------- | -------------------------- | -------------------------- | -------------------------- | ----- | ----- | ------ |
| C. D. Guadalajara · México |               |               |       |       |        |                     |                     |                     |                            |                            |                            |       |       |        |
| 1.ª | 2012-13       | 3             | 0     | 0     | —      | —                   | —                   | —                   | —                          | —                          | 3                          | 0     | 0     |        |
| 1.ª | 2013-14       | 6             | 0     | 0     | 2      | 0                   | 0                   | —                   | —                          | —                          | 8                          | 0     | 0     |        |
| 1.ª | 2014-15       | —             | —     | —     | 4      | 0                   | 0                   | —                   | —                          | —                          | 4                          | 0     | 0     |        |
| 1.ª | 2015-16       | 15            | 3     | 3     | 5      | 0                   | 0                   | —                   | —                          | —                          | 20                         | 3     | 3     |        |
| 1.ª | 2016-17       | 38            | 2     | 2     | 14     | 3                   | 0                   | —                   | —                          | —                          | 52                         | 5     | 2     |        |
| 1.ª | 2017-18       | 30            | 3     | 2     | 5      | 0                   | 2                   | 5                   | 1                          | 0                          | 40                         | 4     | 4     |        |
| 1.ª | 2018-19       | 18            | 2     | 1     | 5      | 1                   | 0                   | 1                   | 0                          | 0                          | 24                         | 3     | 1     |        |
| 1.ª | 2019-20       | 22            | 6     | 2     | 3      | 0                   | 0                   | —                   | —                          | —                          | 25                         | 6     | 2     |        |
| 1.ª | 2020          | 9             | 0     | 0     | —      | —                   | —                   | —                   | —                          | —                          | 9                          | 0     | 0     |        |
| Total club | Total club    | 141           | 16    | 10    | 38     | 4                   | 2                   | 6                   | 1                          | 0                          | 194                        | 21    | 12    |        |
| S. J. Earthquakes Estados Unidos | 1.ª           | 2021-22       | 36    | 13    | 6      | —                   | —                   | —                   | —                          | —                          | —                          | 36    | 13    | 6      |
| S. J. Earthquakes Estados Unidos | Total club    | Total club    | 36    | 13    | 6      | 0                   | 0                   | 0                   | 0                          | 0                          | 0                          | 36    | 13    | 6      |
| C. F. Pachuca · México | 1.ª           | 2022-23       | 30    | 9     | 5      | —                   | —                   | —                   | 2                          | 0                          | 0                          | 32    | 9     | 6      |
| C. F. Pachuca · México | 1.ª           | 2023-24       | 16    | 1     | 2      | —                   | —                   | —                   | 1                          | 0                          | 2                          | 17    | 1     | 3      |
| C. F. Pachuca · México | 1.ª           | 2024-25       | 15    | 1     | 1      | —                   | —                   | —                   | 2                          | 0                          | 0                          | 17    | 1     | 1      |
| C. F. Pachuca · México | Total club    | Total club    | 61    | 11    | 8      | 0                   | 0                   | 0                   | 5                          | 0                          | 2                          | 66    | 11    | 10     |
| Total carrera | Total carrera | Total carrera | 248   | 40    | 24     | 38                  | 4                   | 2                   | 11                         | 1                          | 2                          | 284   | 45    | 28     |
| (1)Incluye datos de la Copa MX y Supercopa MX. (2)Incluye datos de la Copa Libertadores, Liga de Campeones de la Concacaf y Mundial de Clubes. |               |               |       |       |        |                     |                     |                     |                            |                            |                            |       |       |        |

## Palmarés

### Títulos nacionales
| Título       | Club        | Sede           | Año  |
| ------------ | ----------- | -------------- | ---- |
| Copa MX      | Guadalajara | México         | 2015 |
| Supercopa MX | Guadalajara | Estados Unidos | 2016 |
| Copa MX      | Guadalajara | México         | 2017 |
| Liga MX      | Guadalajara | México         | 2017 |
| Liga MX      | Pachuca     | México         | 2022 |

#### Campeonatos internacionales
| Título                           | Club        | País   | Año  |
| -------------------------------- | ----------- | ------ | ---- |
| Liga de Campeones                | Guadalajara | México | 2018 |
| Liga de Campeones de la Concacaf | Pachuca     | México | 2024 |